# Pałac Henckel von Donnersmarcków we Wrocławiu
Pałac Henckla von Donnersmarck (niem. Das Henckelsche Palais) – klasycystyczny pałac miejski, który znajdował się na skrzyżowaniu ulic Piotra Skargi i Teatralnej we Wrocławiu; jeden z ostatnich pałaców szlachty śląskiej. Zniszczony podczas II wojny światowej.

## Historia
Pałac został wzniesiony w latach 1825–1827 na zlecenie Karla Lazarusa Henckela von Donnersmarck ze Świerklańca, potomka górnośląskiego rodu magnatów ziemskich i przemysłowych Henckel von Donnersmarck. Budynek został wybudowany przez Johana Christiana Valentina Schulzego według projektu Carla Ferdinanda Langhansa na terenach dawnych fortyfikacji miejskich, w pasie Promenady, naprzeciwko Bastionu Sakwowego. W 1868 roku został sprzedany Śląskiemu Generalnemu Ziemstwu.
Podczas działań wojennych w 1945 roku pałac został zniszczony, a następnie ok. 1950 rozebrany. Na jego miejsce utworzono placyk z pomnikiem Mikołaja Kopernika.  

## Architektura
Trójkondygnacyjny budynek został wzniesiony na planie litery "U" a jego krótszy, dziewięcioosiowy wschodni bok zwrócony był w stronę ulicy Skargi. W nim, w osi środkowej umieszczone zostało główne wejście zaakcentowane czterokolumnowym przerwanym toskańskim portykiem balkonowym. Nad nim znajdowało się trójdzielne okno typu porte-fenetre zwieńczone kartuszem herbowym. W elewacji południowej, w jej środkowej części znajdowała się oranżeria a w części dachowej belweder. Okna posiadały proste opaski. Pomiędzy skrzydłami znajdował się dziedziniec.  
We wnętrzu budynku, na parterze znajdowała się długa sień z trójbiegową klatką schodową u wejściu której znajdowały się figury sfinksów. Na pierwszym piętrze pałac posiadał piętnaście reprezentatywnych pomieszczeń, z których najbardziej okazałą był złoty salon z kopułą, z dekoracyjną sztukaterią i polichromią wzorowaną na malarstwie w pompejskich pałacach oraz dwukondygnacyjna sala balowa z klasycystyczną dekoracją i dwoma galeriami opartymi na dwunastu jońskich kolumnach. Jak zaznacza Agnieszka Zabłocka-Kłos skromna, klasycystyczna elewacja nie zapowiadała pełnego przepychu i wyrafinowania wnętrz.    